# Узкоклювая короткоклювая муравьеловка
Узкоклювая короткоклювая муравьеловка, или узкоклювая муравьедка (лат. Formicivora iheringi), — вид птиц из семейства типичных муравьеловковых. При этом иногда данный вид вместо рода Formicivora включают в монотипический род Neorhopias.

## Распространение
Эндемики восточной части Бразилии.

## Описание
Для этих птиц характерен половой диморфизм. Самцы тёмно-серые с чёрной грудкой. На крыльях имеется по две белых полоски, на внешних хвостовых перьях — белые отметины. У самок грудка оливковая, а крылья коричневые.
Внешне представители вида весьма похожи на Myrmotherula luctuosa.

## Биология
Живут на деревьях. Иногда используют хвост, чтобы вспугнуть насекомых.

## Охранный статус
МСОП присвоил виду охранный статус NT.